# Kim Jin-ho
Kim Jin-ho (n. 1 decembrie 1961) este o arcașă ce a reprezentat Coreea de Sud, medaliată olimpică. A participat la o ediție a Jocurilor Olimpice (1984) în care a câștigat o medalie de bronz.